# Vroegnieuwhoogduits
Het Vroegnieuwhoogduits werd van ongeveer 1350 tot 1650 gesproken in grote delen van Duitsland en was de directe voorloper van het moderne Nieuwhoogduits. Het Vroegnieuwhoogduits was ontstaan uit het Middelhoogduits. De grens tussen deze twee historische fasen van het Duits is niet scherp; zo laten sommige taalkundigen zoals de gebroeders Grimm het Vroegnieuwhoogduits (of eigenlijk alleen het Nieuwhoogduits) pas beginnen met de door Maarten Luther vertaalde Lutherbijbel van 1545. Wel is iedereen het erover eens dat de periode van het Nieuwhoogduits is begonnen met de Vrede van Westfalen uit 1648.
Het scherp afbakenen van de periode van het Vroegnieuwhoogduits is vooral cultureel-historisch bepaald. Zowel Luthers gedichten en Bijbelvertaling als zijn geschriften die met de reformatie te maken hadden leverden de Duitse taal een hoop nieuwe woorden op. De periode van het Vroegnieuwhoogduits valt ook samen met de uitvinding van de boekdrukkunst en de tijd waarin het Duitse proza belangrijker werd dan de poëzie. 

## Fonologie en morfologie
Het Vroegnieuwhoogduits wordt ten opzichte van het Middelhoogduits gekenmerkt door een aantal belangrijke klankverschuivingen, die soms al eerder begonnen waren maar nu in het hele Hoogduitse taalgebied doordrongen en later ook in de spelling werden weergegeven. Op het fonologische vlak werd de overgang van het Middelduits naar het Vroegnieuwhoogduits vooral gekenmerkt door veranderingen in de articulatie van lange klinkers en diftongen. De belangrijkste zijn: het langer worden van klinkers in open lettergrepen, de Vroegnieuwhoogduitse monoftongering, de Vroegnieuwhoogduitse diftongering en/of de breking van reeds bestaande diftongen (bijvoorbeeld de transitie [ei] → [ai]) en de overgang van een alveolare naar een palato-alveolare fricatief, bijvoorbeeld slafen→ schlafen. Dit manifesteerde zich met name in de vervoegingen en in lettergreepstructuren. Als het gevolg van het wegvallen van veel onbeklemtoonde klinkers werd ook de verbuiging in het Vroegnieuwhoogduits een heel stuk vereenvoudigd.

## Voorbeeldtekst
| Luther, 1545 | Modern Duits |
| --- | --- |
| 1. Im anfang war das Wort, vnd das Wort war bey Gott, vnd Gott war das Wort, 2. das selbige war im anfang bey Gott. 3. Alle ding sind durch dasselbige gemacht, vnd on das selbige ist nichts gemacht, was gemacht ist. 4. Jn jm war das Leben, vnd das leben war das Liecht der Menschen, 5. vnd das liecht scheinet in der finsternis, vnd die Finsternis habens nicht begriffen. | 1. Im Anfang war das Wort, und das Wort war bei Gott, und Gott war das Wort. 2. Dasselbe war im Anfang bei Gott. 3. Alle Dinge sind durch dasselbe gemacht, und ohne dasselbe ist nichts gemacht, was gemacht ist. 4. In ihm war das Leben, und das Leben war das Licht der Menschen. 5. Und das Licht scheint in der Finsternis, und die Finsternis hat nicht ergriffen. |